# Croton megalobotrys
Espèce
Croton megalobotrys est une espèce de plantes à fleurs du genre Croton et de la famille Euphorbiaceae. C'est un arbre présent du sud-ouest de la Tanzanie jusqu'au sud de l'Afrique.
Il a pour synonyme :
- Croton gubouga, S.Moore, 1911
- Oxydectes megalobotrys, (Müll.Arg.) Kuntze